# Добровольская, Виктория Леонидовна
 Виктория Леонидовна Добровольская  (род. 12 февраля 1986, Саратов) — российский дирижёр хора и оркестра.

## Биография
Родилась в 1986 году в городе Саратов. С пяти лет обучалась игре на скрипке.
2001 году — после окончания начальной школы поступила в Саратовское областное училище искусств (СОУИ) на дирижёрско-хоровое отделение, класс Занорина Юрия Германовича.
2005 год — окончила Саратовское областное училище искусств.
В 2010 году — окончила Санкт-Петербургскую государственную консерваторию им. Н. А. Римского-Корсакова по специальности «Дирижирование академическим хором» в классе профессора П. А. Россоловского. Одновременно обучалась в классе доцента В. Е. Соболева по специальности «Оперно-симфоническое дирижирование».
В 2016 году — окончила Санкт-Петербургскую государственную консерваторию им. Н. А. Римского-Корсакова по специальности «Оперно-симфоническое дирижирование» в классе заслуженного артиста России профессора Альтшулера Владимира Абрамовича.
В 2016 году — окончила ассистентуру-стажировку Санкт-Петербургской государственной консерватории им. Н. А. Римского-Корсакова по специальности «Дирижирование академическим хором» в классе народного артиста России профессора В. В. Успенского.
В 2018 году — окончила ассистентуру-стажировку Санкт-Петербургской государственной консерваторию им. Н. А. Римского-Корсакова по специальности «Оперно-симфоническое дирижирование» в классе заслуженного артиста России профессора В. А. Альтшулера.

## Трудовая деятельность
- С 2010 года — преподаватель, дирижёр хора и оркестра Музыкального колледжа города Тэджона (Южная Корея).
- С 2013 года руководитель хора Школы-студии Санкт-Петербургской консерватории.
- С 2013 года — руководитель хора Народного оперного театра Санкт-Петербурга[1].
- С 2016 года — приглашённый дирижёр Музыкального театра республики Карелия.
- С августа 2017 года — преподаватель Харбинской консерватории по классу дирижирования, руководитель студенческого оркестра и хора консерватории (Китай).
- С ноября 2017 года — художественный руководитель и главный дирижёр Международного оркестра Харбинской консерватории.
- С декабря 2019 — участник Студии молодых дирижёров народного артиста СССР В. И. Федосеева.

## Награды и достижения
Лауреат Второго Всероссийского музыкального конкурса в Москве в 2015 года.